# Щуренко, Владимир Ильич
Владимир Ильич Щуренко (13 октября 1957, Воскресенск, Московская область — 13 сентября 2003) — советский хоккеист, нападающий.

## Биография
В одном дворе на Коровинском шоссе рос вместе с Владимиром Гордеевым, Игорем Новичковым и Вячеславом Фетисовым. Играли в футбол и хоккей за спортклуб «Молния». Первые трое сначала занимались в «Динамо», затем оказались в ЦСКА. Тренировались у Александра Виноградова. Щуренко — участник турне юниорской команды ЦСКА, усиленной уральскими хоккеистами, по Канаде в феврале 1974 года. По одним данным, забил в первых четырёх матчах 16 шайб (дважды по шесть и дважды по две), по другим, шесть шайб забил только в одной игре.
В первенстве СССР дебютировал в команде первой лиги СКА МВО Липецк в сезоне 1976/77. Не попав в основной состав ЦСКА, в следующем сезоне оказался в воскресенском «Химике». В бронзовом для команде сезоне 1983/84 с 25 шайбами стал лучшим снайпером команды. В сезоне 1986/1987 забросил 24 шайбы и занял второе место в списке лучших снайперов чемпионата после Владимира Крутова (26), завоевал приз «Три и более» как автор трёх хет-триков.
За 12 сезонов в «Химике» сыграл 476 матчей, забил 181 шайбу, став одним из лучших снайперов команды за всю историю. Сделал 157 голевых передач. Серебряный и бронзовый призёр чемпионата СССР.
Участник матча «Кристалла» Электросталь с олимпийской сборной Канады в октябре 1988 года. В матче, закончившимся со счётом 4:5, забросил две шайбы. Завершил сезон в «Кристалле», проведя 4 матча.
По два сезона провёл в югославском «Медвешчаке» Загреб и словенской «Цинкарне» Целе. Дважды становился чемпионом и лучшим бомбардиром чемпионата Югославии, завершал карьеру в чемпионате независимой Словении.
По возвращении в Россию работал грузчиком на мебельной фабрике, занимался частным извозом.
Скончался в 2003 году в возрасте 45 лет из-за проблем с сердцем.